# MTV
МТВ (енгл. MTV, чита се: Ем-Ти-Ви) амерички је кабловски телевизијски канал који је првобитно био посвећен музичким спотовима, посебно рок музици. Седиште се налази у Њујорку. Данас МТВ и даље емитује одређен број музичких спотова, углавном у ноћном термину, док већину дневног програма заузимају ријалити-шоу емисије намењене превасходно тинејџерима.
Од самог почетка емитовања МТВ је имао снажан утицај на музичку индустију у Америци. Многи извођачи су почели да доста улажу у визуелни приказ песама кроз музичке спотове, а њиховим обожаваоцима МТВ је постао главна станица где се могу информисати о новим издањима, гледати спотове, догађаје и вести из света популарне музике. МТВ је тако постао део популарне културе 1980-их и створио нов термин звани ви-џеј (VJ) који су понели водитељи који су најављивали спотове и презентовали вести са светске музичке сцене.
Крајем 1980-их МТВ је почео да се шири глобално, отварајући своје центре и на осталим континетима. Неки од тих МТВ центара данас су се проширили регионално по државама, претежно у Европи и Азији. Скоро свака европска држава или регион данас има свој МТВ који већи део програма емитује на матерњем језику. Регионални МТВ канал за подрује бивше Југославије је био МТВ Адрија који је од 2009. године био подељен на три центра: МТВ Словенија, МТВ Хрватска и МТВ Србија. МТВ данас има и канале на којима се емитује само један, одређени жанр музике.

## Почетак емитовања
Када је у САД 1977. Ворнер покренуо интерактвини кабловски систем понудио је гледаоцима низ специјализовних тв станица, као што су дечје, спортске и др. Један од тих канала био је и Sight On Sound, музички орјенисана тв станица која је емитовала наступе и снимке са концерата, а гледаоци су могли да гласају за своје омиљене песме и извођаче. Роберт Питман, који ће касније постати председник МТВ мреже, дошао је на идеју да се оформи сличан музички канал који ће емитовати музику рок извођача.
1. августа 1981. године у један минут након поноћи почело је емитовање МТВ-ја речима: "Даме и господо, рокенрол." ("Ladies and gentlemen, rock and roll.") Ову реченицу пратила је музика на гитари и снимак мисије Аполо 11, односно слетање човека на Месец који поставља заставу са логом МТВ-ја. Тај снимак сматра се једним од најпознатијих тренутака у историји телевизије у целом свету. Почетак емитовања станице МТВ имало је прилику само да гледа неколико хиљада људи у северном делу Њу Џерзија који су били прикључени на кабловски дистрибутивни систем.
Прикладно првом емитовању програма, први музички спот приказан на МТВ-ију је песма "Video Killed the Radio Star" ("Музички спот убио радио звезду") групе The Buggles. У почетку је у паузи између претходног и наредног спота долазило до кратког прекида програма у виду затамњеног екрана, јер су за то време радници у режији мењали траку у видео-рекордеру.

## Првобитни формат
Замишљена као музичка телевизија која ће емитовати програм нон-стоп, 24 часа дневно седам дана у недељи, тим МТВ-ја је пронашао пет нових ТВ лица која ће водити програм и најављивати спотове који ће бити емитовани. Усвојен је нов термин ви-џеј (VJ), скраћено од видео-џокеј, попут скраћенице речи диск-џокеј. Први и најпознатији видео-џокеј на станици МТВ био је Џеј Џеј Џексон, који је преминуо 2004.

## Утицај на поп културу
Ранији музички спотови емитовани на МТВ-ју више су били промотивног типа где су емитовани исечци са разних концерата који су били преточени у спотове. Како је гледаност МТВ-ја почела да расте, издавачке куће су виделе потенцијал овакве врсте медија да привуку пажњу јавности и почеле да са својим извођачима придају велику пажњу снимању музичких спотова који су били наменски прављени да се појаве на МТВ-ју.
Велики број рок састава и извоћача је током 1980-их постао популаран захваљујући МТВ-ју. Неки од таквих су Eurythmics, Bon Jovi, The Police, Adam Ant, Culture Club, , Van Halen и Def Leppard. Велики успех је направио и „Вирд Ал” Јанковик, који је правио пародије на музичке спотове других извођача. Поред нових извођача емитовани си и спотови оних који су били познати пре настанка МТВ-ја, као што су Дејвид Боуи, Били Џоел, Ролингстонси, Фил Колинс, Род Стјуарт, Пол Макартни, Genesis, ZZ Top... Године 1983. чланови америчког хард-рок састава Kiss први пут су се појавили без својих маски управо на МТВ-у.
Током првих година емитовања извођачи црначког порекла нису се могли видети на МТВ-ју, осим Еди Гранта, Тине Тарнер и Доне Самер. МТВ је одбијао да емитује спотове осталих црначких изођача јер се музика коју су они стварали није уклапала у концепцију програма којим је доминирала рок музика. Мајкл Џексон је такође био одбијен од стране МТВ-ја који није хтео да прикаже његов спот за песму Billie Jean. Због таквог бојкота, издавачка кућа Си-Би-Ес Рекордс послала је допис МТВ-ју у којем су запретили да ће им одузети право да емитују музику своје издавачке куће. У међувремену успех Џексонове песме довео је до тога да су на крају челни људи МТВ-ја одлучили да емитују његов спот, тако да је Billie Jean први спот неког црнца који је емитован на МТВ-ју. МТВ не само да је почео да пушта тај спот свакодневно неколико пута на дан, него је склопио споразум са Џексоном и тиме помогао и другим извођачима црначког порекла да путем спотова промовишу своју музику, а највише Принцу и Витни Хјустон. Billie Jean се тако сматра музичким спотом који је оборио баријеру коју је створио сам МТВ. После емитовања Џексоновог спота МТВ је постао популаран и међу црначком популацијом, и почео поред рок и поп музике да емитује ритам и блуз. Џексонови спотови су добили награде, а МТВ је његов спот за песму „Thriller“ прогласио најбољим музичким спотом свих времена.
МТВ је највећу славу донео и Мадони. Њена каријера почела је упоредо са популарношћу МТВ-ја. Њена појава на овој музичкој тв станици довела је до тога да су многе девојке почеле да се облаче као она у својим спотовима. МТВ је присуствовао снимању њених спотова, а она је своје интервјуе давала претежно МТВ-ју. Учествовала је и активно у МТВ кампањи „Желим свој МТВ“ ("I want my MTV") која је покренута да скрене пажњу појединим кабловским дистрибутерима да уврсте МТВ у свој систем. Инспирисана кампањом група Dire Straits је снимила песму Money For Nothning, у којој се више пута понавља "I want my MTV".
МТВ је 1987. године отворио и канал за европско подручје, а први спот емитован на европском МТВ каналу је управо Money For Nothing.

## Музичке емисије
У другој половини 1980-их настале су чувене емисије на МТВ-ју, намењене одређеним музичким жанровима.
Године 1986. почело је емитовање емисије 120 минута (120 Minutes) која је трајала наредних 14 година. Емисија је била намењена алтернативној рок сцени.
Емисија Headbangers Ball настала је 1987. године. Ова популарна емисија емитовала је вести и музику коју изводе хеви метал извођачи и била једина те врсте на МТВ-ју.
И поклоници реп музике имали су своју емисију. Године 1988. премијерно је емитована емисија Yo! MTV Raps која је 1995. променила назив у Yo! и трајала све до 1999.
Крајем 1989. почело је емитовање емисије са живом свирком на акустичним гитарама, MTV Unplugged која траје и дан данас. Почетком 1990. МТВ је дао прилику гледаоцима да преко бесплатног телефонског броја бирају спотове које желе да виде у емисији Позовите МТВ (Dial MTV).
Појавом рок бенда Нирвана и успехом њиховог сингла "Smells Like Teen Spirit", гранџ као поджанр алтернативног рока досегао је врхунац па је МТВ 1991. осмислио емисију Alternative Nation, у којој су се могли видети спотови сличних извођача као што су Soundgarden, Перл џем, Alice in Chains, Nine Inch Nails, Radiohead, Smashing Pumpkins али и други музичари андерграунд правца попут Бјорк, Тори Ејмос, Бек, Green Day... Многи од тих бендова појавили су се у цртаној серији Бивис и Батхед (Beavis and Butthead), у којој двоје насловних ликова беже из школе да би гледали МТВ и коментарисали спотове. МТВ је тако 1990-их отпочео еру анимираних серија да би се приближио млађој генерацији, од којих су велику гледаност имале Дарија и Celebrity Deathmatch.
1998. године на рачун МТВ-ја изречене су критике да музичке спотове не емитује у истој мери као раније. Као одговор на то настала је емисија Total Request Live, која се емитовала уживо из новог студија на Тајмс скверу, најзначајнијој раскрсници на Менхетну. Први водитељ емисије Карсон Дејли довео је емисију до врхунца популарности, а многи обожаваоци су се окупљали на улици, испред студија. Касније је дозвољено да и публика буде у студију и уживо види своје омиљене музичаре. У емисијији се сваког дана емитовала топ-листа од 20 најактуелнијих спотова уз гостовање многобројних извођача. Одласком Карсон Дејлија гледаност емисије је опала, тако да је завршена новембра 2008, после 10 година трајања.

## Ријалити-телевизија
Средином 1990-их МТВ је кренуо са приказивањем ријалити-шоу програма Стваран свет (The Real World) који се сматра претечом данашњег Великог брата. Програм је под будним оком телевизијских камера пратио групу људи која живи у једној кући. Свака наредна сезона емитовала се из другог града.
Како је МТВ отварао нове жанровски одређене музичке канале, музички спотови су све мање емитовани, ви-џејеви више нису постојали, а главни формат програма преузеле су разне серије формиране на бази ријалити програма. Почетком 2000. почело је приказивање серије Jackass, у којој су протагонисти изводили вратоломије свесно повређујући сами себе.
Велики успех имала је ријалити серија Озборнови (The Osbournes) која је пратила свакодневи живот фронтмена групе Блек сабат, Озија Озборна и његове породице.
2003. кренула је емисија типа скривене камере, Испаљени (Punk'd) у којој Ештон Кучер изводи шале са познатим личностинма. Велику гледаност имала је и ријалити серија Pimp My Ride у којој репер Xzibit од возила која су у лошем стању прави нове.
Висок рејтинг постигла је серија MTV Cribs (у жаргонском преводу на српски Гајба) у којој МТВ улазећи у домове познатих личности из света музике, филма и спорта показује њихов начин и стил живота. Најгледанија епизода ове ријалити серије била је она у којој је Мараја Кери показује гледаоцима МТВ-ја како изгледа њен троспратни стан у поткровљу једне зграде у Њујорку.
МТВ је покушао да дочара и реалан живот тинејџера, који на неки начин и чине циљну групу гледалишта овог канала. My Super Sweet 16 је реилити серија која прати живот америчких шенаестогодишњих тинејџера који имају богате родитеље. Серије сличне тематике које су имале велику гледаност су The Hills и Laguna Beach.

## Нови пројекти
Године 2008. МТВ је осмислио емисију FNMTV у којој се петком увече емитују најновији спотови уз гостовање музичара и живу свирку. МТВ је 28. октобра отворио посебан сајт на којем је омогућио гледање музичких спотова у целости. На сајту се налази преко 75 хиљада музичких спотова.
После смрти Мајкла Џексона МТВ се на кратко вратио првобитном формату програма емитујући музичке спотове који су обележили Џексонову каријеру. МТВ је емитовао и специјалне емисије о Џексону, изјаве разних музичара, а уживо је и преносио и комеморацију посвећену њему.
Данас дневни програм МТВ-ја чине нове тинејџерске реилити серије, док се музички спотови емитују искључиво у емисији AMTV, од понедељка до четвртка у термину од 3 до 9 ујутро. Од 18. августа 2009. МТВ је почео да емитује временску прогнозу.

## Визуелни идентитет 2010.
Од 1. јула 2009. МТВ мрежа је глобално промеила визуелни идентитет као што су стандардни лого, најавне шпице, графика и џинглови. Већина МТВ канала широм света усвојила је исту графику и нови визуелни идентитет, изузев МТВ канла који се емитује на подручју САД.
Почетком 2010. године амерички МТВ је представио нови лого кои је добио правоугаони облик одсеченог слова М, где је потпис Музичка телевизија (Music Television) одбачен у потпуности. Тиме је амерички МТВ у потпуности напустио првобитни формат, замишљен као музичка телевизија која емитује музичке спотове. Таквој одлуци претходило је истраживање које је показало да тинејџерска публика више интересовања показује ка реилити серијама, него гледању музичких спотова коју су данас све више доступнији на интернету, претежно са сајту Јутуб. Различитост новог времена и простор новог логоа ставио је фокус на нове МТВ таленте које претежно чине звезде реилити шоу програма.